# خورخه گاسپاری
خورخه گاسپاری (انگلیسی: Jorge Gáspari؛ زادهٔ ۳ نوامبر ۱۹۵۸) بازیکن فوتبال اهل آرژانتین است.
از باشگاه‌هایی که در آن بازی کرده‌است می‌توان به باشگاه فوتبال آرژانتینوس جونیورز اشاره کرد.
وی همچنین در تیم ملی فوتبال آرژانتین بازی کرده‌است.